# Замок в пустыне
«Замок в пустыне» (англ. Castle in the Desert) — американский детективный фильм с элементами комедии, поставленный режиссёром Гарри Лачманом, который вышел на экраны в 1942 году.
Действие фильма разворачивается в замке, расположенном в уединённом месте в пустыне Мохаве, который принадлежит мрачному и скрытному мистеру Мандерли (Дугласс Дамбрилл). Хозяин замка увлечён Средневековьем, его жена Люси (Ленита Лейн) по происхождению является принцессой Лукрецией делла Борджиа. После того, как таинственно умирает от отравления гость Мандерли, профессор Глисон (Люсьен Литтлфилд), в замок приезжает детектив Чарли Чан (Сидни Толер) с сыном Джимми (Сен Юнг). Детектив начинает расследование, в ходе которого под подозрение попадают как хозяева замка, так и их адвокат (Эдмунд Макдональд), астролог мадам Сатурния (Этель Гриффис) и скульптор Уотсон Кинг (Генри Дэниелл), который прибыл лепить бюст Люси. После ещё двух смертей (две из них в итоге оказались инсценировками) Чарли Чану удаётся установить преступников, пытавшихся завладеть усадьбой и имуществом Мандерли, а также разоблачить убийцу.
Это одиннадцатый фильм с Сидни Толером в роли детектива Чарли Чана, и последний фильм киносериала, который произвела студия 20th Century Fox. В дальнейшем Толер продолжил сниматься в роли Чарли Чана в фильмах, которые выпускала студия Monogram Pictures.
Современные критики в целом высоко оценили картину, особенно отметив созданную авторами атмосферу старого замка, хотя при этом обращалось внимание и на то, что сюжет чрезмерно запутан, а юмор не всегда срабатывает.

## Сюжет
В калифорнийской пустыне Мохаве, в 50 километрах от ближайшего городка Мохаве-Уэллс расположен шикарный замок в средневековом стиле. Замок принадлежит эксцентричному миллионеру Полу Мандерли (Дугласс Дамбрилл), который занимается исследованием Средневековья и носит на лице маску, якобы чтобы скрыть след от ожога. Вместе с Полом в замке находятся его жена Люси (Ленита Лейн), которая по происхождению является принцессой из знаменитого итальянского рода Борджиа, а также адвокат Пола, Уолтер Хартфорд (Эдмунд Макдональд) с женой Брендой (Арлин Уилан) и врач Пола, доктор Ретлинг (Стивен Герей). В замок в качестве гостя приезжает профессор Глисон (Люсьен Литтлфилд), который, выпив вина, на глазах у Пола, Уолтера и Ретлинга падает без сознания, после чего Ретлинг сообщает Полу, что Глисон умер от отравления. Пол знает, что по условиям наследования, он может потерять замок и всё имущество в случае какого-либо скандала. Кроме того, он опасается, что подозрение в убийстве может пасть на Люси, род которой с древних времён известен организацией отравлений. Поэтому Пол уговаривает Уолтера и Ретлинга перевезти тело Глисона в городскую гостиницу, обставив дело так, что тот умер там от сердечного приступа.
Тем временем в одной из гостиниц Сан-Франциско детектив из Гонолулу Чарли Чан (Сидни Толер) встречается со своим «сыном номер два» Джимми (Виктор Сен Юнг), который получил увольнение из армии. Когда Чану доставляют записку, якобы подписанную Люси, с просьбой как можно скорее приехать в замок, он тут же уезжает. Добравшись до Мохаве-Уэллс, Чан нанимает водителя, чтобы доехать до замка, забирая с собой скульптора Уотсона Кинга (Генри Дэниелл), который получил заказ вылепить бюст Люси. В замке Чан знакомится с Полом, который показывает ему средневековые интерьеры, рассказывая, что предпочитает жить в уединении, и даже отказался от электричества и телефонной связи. При встрече с детективом Люси заявляет, что не посылала ему никакого приглашения. После этого Чарли собирается уезжать, однако выясняется, что кто-то похитил из автомобиля распределитель зажигания, и его невозможно завести. Между тем Ретлинг намекает на то, что убийцей профессора Глисона могла быть Люси, которая, по мнению доктора, не совсем здорова, однако Чан не уверен в этом.
Вскоре в замке появляется Джимми, чтобы передать письмо с угрозами, которое пришло в отель после отъезда Чана. Вместе с ним приезжает местная гадалка и астролог мадам Сатурния (Этель Гриффис), которая предчувствует, что в замке скоро произойдёт убийство. Затем в дом попадает Артур Флетчер (Милтон Парсонс), частный детектив, представляющий семью Глисона. После того, как Флетчер, выпив вина, также падает от отравления ядом, Ретлинг пытается убедить Пола, что в этом виновна Люси, которая должна быть помещена в сумасшедший дом. На это Мандерли отвечает, что передаст доверенность на право управления своим имуществом Хартфорду, а сам, чтобы не создавать шума, вместе с Люси уедет. Тем временем Люси рассказывает Чану о своём сводном брате Чезаре, который в своё время был оправдан по обвинению в отравлении, а затем убит на войне в Испании. Следует серия смертельно опасных приключений, в ходе которых Чана, в частности, пытаются застрелить из арбалета. Однако в итоге Чан разоблачает план Уолтера, Бренды и Ретлинга, которые наняли Глисона и Флетчера, чтобы те имитировали собственную смерть от отравления, что вынудило бы Пола передать своё имущество в управление Уолтеру. Чан объясняет также, что поддельное письмо с приглашением ему написал Ретлинг с тем, чтобы Чан как официальное лицо зафиксировал бы факты смертей. После разоблачения Бренда сообщает, что Чезаре не умер и что месяц назад он написал Хартфорду, требуя денег. В этот момент происходит реальное убийство Хартфорда, которого находят заколотым стрелой от арбалета. Собрав всех присутствующих в одном зале, Чан рассказывает, что убийца, который находится среди них, не имеет отношения к плану Хартфорда, Бренды и Ретлинга. В его планы входило именно убийство Хартфорда, а затем и Пола Мандерли, чтобы всё его имущество унаследовала Люси. Как выяснил Чан, сводный брат Чезаре, который на самом деле не имеет отношения к роду Борджиа, хотел через Люси заполучить имущество Пола. С помощью несложной хитрости Чану удаётся разоблачить Уотсона Кинга как убийцу Хартфорда. Чан далее доказывает, что Уотсон и есть Чезаре, который сделал пластическую операцию, удалив в лица шрам, и поэтому Люси его не узнала. Раскрыв дело, Чан вместе с Джимми покидает замок.

## В ролях
- Сидни Толер — Чарли Чан
- Арлин Уилан — Бренда Хартфорд
- Ричард Дерр — Карл Детеридж
- Дуглас Дамбрилл — Пол Мандерли
- Генри Дэниелл — Уотсон Кинг
- Эдмунд Макдональд — Уолтер Хартфорд
- Виктор Сен Юнг — Джимми Чан
- Ленита Лейн — Лукреция «Люси» Мандерли
- Этель Гриффис — Лили, мадам Сатурния
- Стивен Герей — доктор Ретлинг
- Люсьен Литтлфилд — профессор Глизон
- Милтон Парсонс — Артур Флетчер, частный детектив

## Создатели фильма и исполнители главных ролей
Режиссёр Гарри Лачман известен постановкой таких фильмов, как комедия с Лорелом и Харди «Наши отношения» (1936), и серии детективов с Чарли Чаном, среди которых «Чарли Чан в цирке» (1936), «Убийство над Нью-Йорком» (1940), «Чарли Чан в Рио» (1941) и «Мёртвые не рассказывают» (1941).
Сидни Толер начал кинокарьеру в 1929 году, сыграв, в частности, в таких фильмах, как мелодрама с Марлен Дитрих «Белокурая Венера» (1932), комедия с Лорелом и Харди «Наши отношения» (1936), романтическая комедия с Уильямом Пауэллом «Двойная свадьба» (1937) и исторический биографический фильм «Если бы я был королём» (1938). В период с 1939 по 1946 года Сидни Толер сыграл детектива Чарли Чана в 19 фильмах сначала на студии Twentieth Century Pictures, а с 1944 года — на Monogram Pictures.
Дуглаcс Дамбрилл в период с 1924 по 1964 год сыграл в 156 фильмах, среди которых «Мордашка» (1933), «Мистер Дидс переезжает в город» (1936), «День на скачках» (1937), «Чарли Чан на острове сокровищ» (1939), а позднее — «Юлий Цезарь» (1953) и «Десять заповедей» (1956).
Британский актёр Генри Дэниелл в период с 1929 по 1963 год сыграл в 63 фильмах, среди них такие значимые картины, как «Великий диктатор» (1940), «Филадельфийская история» (1940), «Морской ястреб» (1940), «Всё это и небо в придачу» (1940), «Джейн Эйр» (1943), «Подозреваемый» (1944), «Похититель тел» (1945), «Жажда жизни» (1956) и «Свидетель обвинения» (1957).

## История создания фильма
Фильм находился в производстве с 23 сентября до середины октября 1941 года и вышел на экраны 27 февраля 1942 года.
Это последний фильм киносериала о Чарли Чане, который произвела Twentieth Century Fox. После этого киносериал продолжила студия бедного ряда Monogram Pictures, выпустив ещё несколько фильмов, качество которых стало ниже.

## Оценка фильма критикой
Историк кино Хэл Эриксон высоко оценил картину, написав, что этот «отличный фильм сериала стал бы достойным финалом для непроницаемого и загадочного мистера Чана. Увы, персонаж был возрожден два года спустя в гораздо худшем сериале студии Monogram».
По мнению историка кино Денниса Шварца, «в фильме слишком много сюжетных поворотов». Кроме того, «история слишком надумана и слишком старается быть таинственной, что приводит к утере достоверности и убедительности». Однако, как пишет Шварц, «пустынная атмосфера замка 16-го века, обычные комические выходки сына номер два и все подозреваемые, осторожно передвигающиеся по тёмным углам жуткого замка, должны понравиться поклонникам Чарли Чана и доставить им обычные острые ощущения».
Как отмечено в рецензии журнала TV Guide, «то, что считалось, вероятно, последним из детективных расследований Чарли Чана, представляет собой лёгкий небольшой детектив с убийством, который, похоже, делался в спешке. Как будто Голливуду не терпелось лишить бедного старого джентльмена работы. Даже попытки разжечь дешёвый смех с помощью выходок Юнга не срабатывают».